# Carlos Queiroz
Carlos Manuel Brito Leal de Queiroz ComIH (Nampula, 1 de março de 1953) é um treinador e ex-futebolista português que atuava como goleiro. Atualmente está sem clube.

## Biografia
Carlos Queiroz nasceu em 1 de março de 1953 em Nampula, Moçambique. Passou pelos juniores do Ferroviário de Nampula, frequentou o Liceu Almirante Gago Coutinho e chegou a estudar engenharia mecânica na Universidade de Lourenço Marques até 1974.
Em 1975, estabelecido em Portugal, ingressou no Instituto Superior de Educação Física de Lisboa (ISEF), atual Faculdade de Motricidade Humana, pertencente à Universidade Técnica de Lisboa. Lá obteve a licenciatura em educação física e o mestrado em metodologia do treino desportivo. Posteriormente foi assistente da Faculdade de Motricidade Humana e professor do ensino secundário. Em 1984 foi auxiliar técnico no Estoril Praia, onde trabalhou com o treinador Mário Wilson.

## Carreira

### Portugal Sub-20
Foi convidado em 1987 a integrar os quadros da Federação Portuguesa de Futebol para desempenhar o cargo de técnico nacional nas camadas jovens. Carlos Queiroz, que fez muita pesquisa e investigação sobre os métodos utilizados no estrangeiro, apostou forte na formação dos jovens jogadores que tinha a seu cargo e foi o responsável pelo aparecimento de craques como Luís Figo, Rui Costa, Vítor Baía, Paulo Sousa, Abel Xavier, Fernando Couto e João Vieira Pinto.
No dia  22 de março de 1989 foi distinguido como comendador da Ordem do Infante D. Henrique.
Até 1991 Queiroz esteve à frente das seleções jovens, com as quais conquistou por duas vezes o título da Copa do Mundo FIFA Sub-20: em 1989, na Arábia Saudita, e em 1991, em Portugal. Foi um feito inédito que marcou o futebol português, nomeadamente porque nessas Seleções alinhavam alguns jogadores que viriam a ser dos melhores do mundo e que desde sempre foram acompanhados por Carlos Queiroz.
A Federação Portuguesa de Futebol quis aproveitar o talento de Carlos Queiroz e a seguir à conquista do Mundial Sub-20 de Futebol de 1991 promoveu-o a líder da seleção principal. Mas nem tudo correu bem e Portugal não se conseguiu apurar para a Copa do Mundo FIFA de 1994, que teve lugar nos Estados Unidos.
Queiroz abandonou a seleção e a federação algo desapontado e ainda nesse ano tentou uma experiência diferente como treinador.

### Sporting
Com Queiroz ao comando, o Sporting sagrou-se vencedor da Taça de Portugal de 1994–95, tendo batido na final, no Estádio Nacional do Jamor, o Marítimo por 2 a 0.

### New York MetroStars e Nagoya Grampus
O treinador alcançou bastante fama a nível mundial, nomeadamente pela sua capacidade de formação de jogadores; com isso, recebeu vários convites do exterior. Entre 1996 e 1997 passou por dois clubes: em 1996 comandou o New York MetroStars, dos Estados Unidos, e entre 1996 e 1997 trabalhou no Nagoya Grampus, Japão. Nesse período, elaborou um plano detalhado destinado a profissionalizar o desenvolvimento dos jogadores de futebol nos Estados Unidos, plano esse que tem o nome de "Q-Report", "Project 2010".

### Emirados Árabes e África do Sul
Em julho de 1998 regressou ao comando de uma Seleção, assumindo os Emirados Árabes e permanecendo no cargo por cerca de um ano. O regresso ao ativo aconteceu em agosto de 2000, para orientar a África do Sul, que conseguiu apurar para a Copa do Mundo FIFA de 2002.

### Manchester United
Em 2002, assumiu o cargo de auxiliar técnico de Alex Ferguson no Manchester United, contribuindo em alguns títulos que o clube conquistou.

### Real Madrid
O bom desempenho de Queiroz como auxiliar no United atraiu a atenção do Real Madrid, que o contratou em junho de 2003 para substituir Vicente del Bosque. O português assinou um contrato de dois anos e assumiu a equipe espanhola que contava com os Galácticos: nomes de peso como Zinédine Zidane, Luís Figo, Ronaldo Nazário e David Beckham.
O Real Madrid de Queiroz começou bem a época 2003–04, conquistando a Supercopa da Espanha depois de vencer o Mallorca em agosto. No meio da temporada, a equipe chegou a liderar a La Liga enquanto brigava pelos títulos na Copa do Rei e na Liga dos Campeões da UEFA. No entanto, o Real perdeu as últimas cinco partidas no Campeonato Espanhol e terminou em quarto lugar, com o Valencia conquistando o título. Os merengues também decepcionaram na Copa do Rei e na Liga dos Campeões, terminando a temporada com a Supercopa da Espanha como o único troféu conquistado. Após apenas dez meses no Real Madrid, Queiroz foi demitido em maio de 2004.

### Retorno ao Manchester United
Queiroz regressou à Inglaterra em junho de 2004, reassumindo o cargo de auxiliar técnico no Manchester United de Alex Ferguson. O português teve uma passagem vitoriosa como auxiliar dos Diabos Vermelhos, conquistando vários títulos da Premier League e em 2008 a Liga dos Campeões da UEFA.

### Portugal
No dia 11 de julho de 2008, para ocupar a vaga deixada por Luiz Felipe Scolari, Carlos Queiroz foi anunciado como treinador da Seleção Portuguesa, com o principal objetivo de qualificar os Imortais para a Copa do Mundo FIFA de 2010.
No dia 18 de novembro de 2009, qualificou a Seleção Portuguesa para a Copa do Mundo de 2010 realizada na África do Sul, onde caiu no grupo G ao lado de Costa do Marfim, Coreia do Norte e Brasil. Na fase de grupos, Portugal fez uma campanha com dois empates por 0 a 0 contra a Costa do Marfim e o Brasil, marcando gols em apenas uma partida, contra a Coreia do Norte, na goleada por 7 a 0. Os portugueses terminaram a fase de grupos em segundo lugar e acabaram avançando, mas foram eliminados nas oitavas de final pela Espanha.
Durante a disputa do Mundial, surgiu a polêmica de que Carlos Queiroz perturbara e injuriara a brigada dos médicos de controle antidoping enquanto esta tentava fazer testes médicos aos jogadores da Seleção Portuguesa. O caso teve um imenso mediatismo, sendo que, o Conselho de Disciplina avaliou a situação e atribuiu como pena a Carlos Queiroz uma multa de cerca de 1000 euros, bem como, a suspensão do mesmo do cargo de técnico por seis meses.
No processo anteriormente referido, Carlos Queiroz foi defendido por algumas figuras do futebol como Luís Filipe Vieira (então presidente do Benfica), Alex Ferguson, Luís Figo, Eric Tinkler e até Jorge Nuno Pinto da Costa (então presidente do Porto).
A Federação Portuguesa de Futebol anunciou a rescisão de contrato com Carlos Queiroz no dia 9 de setembro de 2010, mas o treinador acabou sendo absolvido pelo Tribunal Arbitral do Esporte de todas as acusações que lhe foram imputadas, surgindo teorias de que esta teria sido uma manobra do Governo da época e da Federação Portuguesa de Futebol para arranjarem justa causa para o seu despedimento.[carece de fontes?]

### Irã

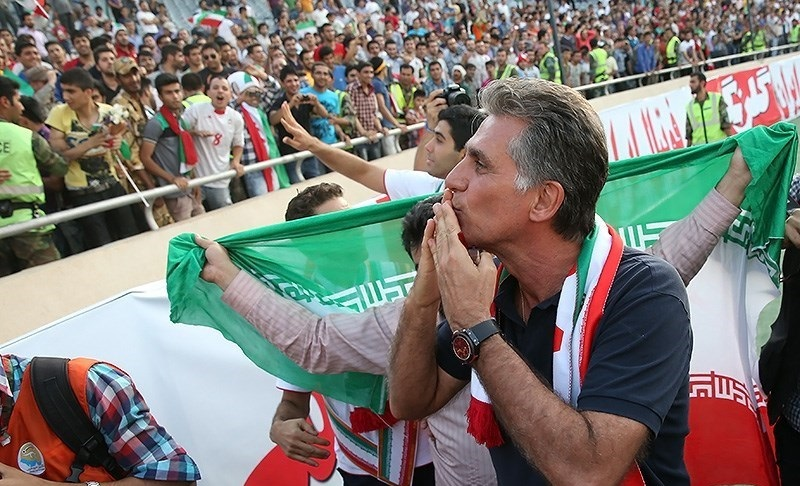
Queiroz celebrando a classificação do Irã para a Copa do Mundo de 2014

Carlos Queiroz foi apresentado oficialmente como técnico da Seleção Iraniana no dia 4 de abril de 2011. Durante a apresentação, reforçou o objetivo em alcançar a qualificação para a Copa do Mundo FIFA de 2014, que seria realizada no Brasil. Com o feito alcançado, tornou-se o terceiro treinador a classificar três Seleções diferentes para uma Copa do Mundo FIFA.
Após a competição, que terminou numa eliminação precoce na fase de grupos, inicialmente Queiroz deixaria o comando do Irã em junho. No entanto, o treinador acabou renovando seu contrato em setembro e assinou um vínculo por mais quatro anos.

### Colômbia
Foi anunciado como treinador da Seleção Colombiana no dia 7 de fevereiro de 2019, assinando um contrato válido por três anos. Tornou-se o quarto técnico europeu a assumir a Colômbia, depois de Friedrich Donenfeld, Todor Veselinović e Blagoja Vidinić. Após ter comandado a equipe em quatro amistosos, sua primeira competição oficial foi a Copa América de 2019, onde a Colômbia ficou em primeiro lugar no Grupo B com nove pontos, incluindo uma vitória por 2 a 0 sobre a Argentina na Arena Fonte Nova. No entanto, a equipe acabou sendo eliminada pelo Chile nas oitavas de final, após um empate por 0 a 0 no tempo normal e derrota por 5 a 4 na disputa por pênaltis.

## Títulos
Seleção Portuguesa
- Eurocopa Sub-17: 1989
- Copa do Mundo FIFA Sub-20: 1989 e 1991

Sporting
- Taça de Portugal: 1994–95
- Supertaça Cândido de Oliveira: 1995

Real Madrid
- Supercopa da Espanha: 2003